# Grote zeepok
De grote zeepok (Balanus balanus) is een zeepokkensoort uit de familie Balanidae. De wetenschappelijke naam van de soort werd in 1758 gepubliceerd door Carl Linnaeus.